# Église Sainte-Madeleine du Châtelet-en-Brie
Pour les articles homonymes, voir Église Sainte-Madeleine.
L'église Sainte-Marie-Madeleine, ou simplement église Sainte-Madeleine, est une église catholique située au Châtelet-en-Brie, en France.

## Localisation
L'église est située dans le département français de Seine-et-Marne, sur la commune du Châtelet-en-Brie.

## Historique
L'édifice est classé au titre des monuments historiques en 1921.